# Calliscelio tiro
Calliscelio tiro är en stekelart som beskrevs av Mikhail Vasilievich Kozlov och Lê 2000. Calliscelio tiro ingår i släktet Calliscelio och familjen Scelionidae. Inga underarter finns listade.